# I (kana)

I w hiraganie

I w katakanie

I – drugi znak japońskich sylabariuszy hiragana (い) i katakana (イ). Reprezentuje on samogłoskę przymkniętą przednią zaokrągloną (polskie i) i jest jednym z pięciu znaków kana reprezentujących samogłoski. Pochodzi bezpośrednio od znaków kanji 以 (wersja w hiraganie) i 伊 (wersja w katakanie).
Znak い w zapisie hiraganą może służyć jako przedłużenie samogłoski w sylabach kończących się na -e lub -i. 
イ jest w katakanie traktowane podobnie, choć zwykle do przedłużeń samogłosek używa się znaku ー. W katakanie występuje również mniejsza wersja tego znaku (ィ), służąca głównie do tworzenia sylab niewystępujących w języku japońskim np. フィ (fi). 
Jego transliteracja w rōmaji to: i bądź ii lub ī w zbitkach (きい, いい, tzw. długie i), a wymowa [i]. Wywodzi się z chińskiego znaku 以 (i), oznaczającego m.in.: „z uwagi na coś”, „za pomocą czegoś”, „ponieważ”.